# Giro del Delfinato 2015
Il Giro del Delfinato 2015, sessantasettesima edizione della corsa, valido come sedicesima prova dell'UCI World Tour 2015, si è svolto dal 7 al 14 giugno 2015 su un percorso complessivo di 1 212,5 km suddivisi in 8 tappe, con partenza da Ugine e arrivo a Modane Valfréjus. La vittoria andò al britannico-keniota Chris Froome, in forza al Team Sky, che completò il percorso con il tempo di 30 ore 59 minuti e 2 secondi, alla velocità media di 39,15 km/h.
Sul traguardo conclusivo di Modane Valfréjus 133 ciclisti completarono la competizione.

## Tappe
| Tappa  | Data      | Percorso                                    | km      | Vincitore di tappa | Leader cl. generale |
| ------ | --------- | ------------------------------------------- | ------- | ------------------ | ------------------- |
| 1ª     | 7 giugno  | Ugine > Albertville                         | 131,5   | Peter Kennaugh     | Peter Kennaugh      |
| 2ª     | 8 giugno  | Le Bourget-du-Lac > Villars-les-Dombes      | 173     | Nacer Bouhanni     | Peter Kennaugh      |
| 3ª     | 9 giugno  | Roanne > Montagny (cronometro a squadre)    | 24,5    | BMC Racing Team    | Rohan Dennis        |
| 4ª     | 10 giugno | Anneyron > Sisteron                         | 228     | Nacer Bouhanni     | Rohan Dennis        |
| 5ª     | 11 giugno | Digne-les-Bains > Pra Loup                  | 161     | Romain Bardet      | Tejay van Garderen  |
| 6ª     | 12 giugno | Saint-Bonnet-en-Champsaur > Villard-de-Lans | 183     | Alberto Rui Costa  | Vincenzo Nibali     |
| 7ª     | 13 giugno | Montmélian > Saint-Gervais Mont Blanc       | 155     | Chris Froome       | Tejay van Garderen  |
| 8ª     | 14 giugno | Saint-Gervais Mont Blanc > Modane Valfréjus | 156,5   | Chris Froome       | Chris Froome        |
| Totale | Totale    | Totale                                      | 1 212,5 |                    |                     |

## Squadre partecipanti
| N.      | Cod. | Squadra                |
| ------- | ---- | ---------------------- |
| 1-8     | TCG  | Team Cannondale-Garmin |
| 11-18   | SKY  | Team Sky               |
| 21-28   | AST  | Astana Pro Team        |
| 31-38   | TLJ  | Team Lotto NL-Jumbo    |
| 41-48   | ALM  | AG2R La Mondiale       |
| 51-58   | OGE  | Orica-GreenEDGE        |
| 61-68   | LTS  | Lotto-Soudal           |
| 71-78   | MOV  | Movistar Team          |
| 81-88   | KAT  | Team Katusha           |
| 91-98   | BMC  | BMC Racing Team        |
| 101-108 | EQS  | Etixx-Quick Step       |

| N.      | Cod. | Squadra                    |
| ------- | ---- | -------------------------- |
| 111-118 | TFR  | Trek Factory Racing        |
| 121-128 | TCS  | Tinkoff-Saxo               |
| 131-138 | IAM  | IAM Cycling                |
| 141-148 | LAM  | Lampre-Merida              |
| 151-158 | EUC  | Team Europcar              |
| 161-168 | COF  | Cofidis, Solutions Credits |
| 171-178 | FRA  | FDJ                        |
| 181-188 | TGA  | Team Giant-Alpecin         |
| 191-198 | MTN  | MTN-Qhubeka                |
| 201-208 | BOA  | Bora-Argon 18              |

## Dettagli delle tappe

### 1ª tappa
- 7 giugno: Ugine > Albertville – 131,5 km

Risultati
| Pos. | Corridore        | Squadra     | Tempo    |
| ---- | ---------------- | ----------- | -------- |
| 1    | Peter Kennaugh   | Team Sky    | 3h06'41" |
| 2    | Sacha Modolo     | Lampre      | a 2"     |
| 3    | E. Boasson Hagen | MTN-Qhubeka | a 2"     |

| Pos. | Corridore        | Squadra     | Tempo    |
| ---- | ---------------- | ----------- | -------- |
| 1    | Peter Kennaugh   | Team Sky    | 3h06'41" |
| 2    | Sacha Modolo     | Lampre      | a 6"     |
| 3    | E. Boasson Hagen | MTN-Qhubeka | a 8"     |

### 2ª tappa
- 8 giugno: Le Bourget-du-Lac > Villars-les-Dombes – 173 km

Risultati
| Pos. | Corridore       | Squadra      | Tempo    |
| ---- | --------------- | ------------ | -------- |
| 1    | Nacer Bouhanni  | Cofidis      | 4h23'46" |
| 2    | Samuel Dumoulin | AG2R La Mon. | s.t.     |
| 3    | Sacha Modolo    | Lampre       | s.t.     |

| Pos. | Corridore      | Squadra  | Tempo    |
| ---- | -------------- | -------- | -------- |
| 1    | Peter Kennaugh | Team Sky | 7h30'27" |
| 2    | Sacha Modolo   | Lampre   | a 2"     |
| 3    | Nacer Bouhanni | Cofidis  | a 2"     |

### 3ª tappa
- 9 giugno: Roanne > Montagny – Cronometro a squadre – 24,5 km

Risultati
| Pos. | Squadra         | Tempo  |
| ---- | --------------- | ------ |
| 1    | BMC Racing Team | 29'58" |
| 2    | Astana Pro Team | a 4"   |
| 3    | Movistar Team   | a 5"   |

| Pos. | Corridore          | Squadra    | Tempo    |
| ---- | ------------------ | ---------- | -------- |
| 1    | Rohan Dennis       | BMC Racing | 8h00'37" |
| 2    | Tejay van Garderen | BMC Racing | s.t.     |
| 3    | Andrij Hrivko      | Astana     | a 4"     |

### 4ª tappa
- 10 giugno: Anneyron > Sisteron – 228 km

Risultati
| Pos. | Corridore           | Squadra       | Tempo    |
| ---- | ------------------- | ------------- | -------- |
| 1    | Nacer Bouhanni      | Cofidis       | 5h30'53" |
| 2    | Jonas Van Genechten | IAM Cycling   | s.t.     |
| 3    | Luka Mezgec         | Giant-Alpecin | s.t.     |

| Pos. | Corridore          | Squadra    | Tempo     |
| ---- | ------------------ | ---------- | --------- |
| 1    | Rohan Dennis       | BMC Racing | 13h31'30" |
| 2    | Tejay van Garderen | BMC Racing | s.t.      |
| 3    | Andrij Hrivko      | Astana     | a 4"      |

### 5ª tappa
- 11 giugno: Digne-les-Bains > Pra Loup – 161 km

Risultati
| Pos. | Corridore          | Squadra      | Tempo    |
| ---- | ------------------ | ------------ | -------- |
| 1    | Romain Bardet      | AG2R La Mon. | 4h31'22" |
| 2    | Tejay van Garderen | BMC Racing   | a 36"    |
| 3    | Chris Froome       | Team Sky     | a 40"    |

| Pos. | Corridore          | Squadra      | Tempo     |
| ---- | ------------------ | ------------ | --------- |
| 1    | Tejay van Garderen | BMC Racing   | 18h03'22" |
| 2    | Beñat Intxausti    | Movistar     | a 17"     |
| 3    | Romain Bardet      | AG2R La Mon. | a 20"     |

### 6ª tappa
- 12 giugno: Saint-Bonnet-en-Champsaur > Villard-de-Lans – 183 km

Risultati
| Pos. | Corridore          | Squadra  | Tempo    |
| ---- | ------------------ | -------- | -------- |
| 1    | Alberto Rui Costa  | Lampre   | 4h29'23" |
| 2    | Vincenzo Nibali    | Astana   | a 5"     |
| 3    | Alejandro Valverde | Movistar | a 38"    |

| Pos. | Corridore          | Squadra  | Tempo     |
| ---- | ------------------ | -------- | --------- |
| 1    | Vincenzo Nibali    | Astana   | 22h34'17" |
| 2    | Alberto Rui Costa  | Lampre   | a 29"     |
| 3    | Alejandro Valverde | Movistar | a 30"     |

### 7ª tappa
- 13 giugno: Montmélian > Saint-Gervais Mont Blanc – 155 km

Risultati
| Pos. | Corridore          | Squadra     | Tempo    |
| ---- | ------------------ | ----------- | -------- |
| 1    | Chris Froome       | Team Sky    | 4h24'17" |
| 2    | Tejay van Garderen | BMC Racing  | a 17"    |
| 3    | Louis Meintjes     | MTN-Qhubeka | a 41"    |

| Pos. | Corridore          | Squadra    | Tempo     |
| ---- | ------------------ | ---------- | --------- |
| 1    | Tejay van Garderen | BMC Racing | 26h59'27" |
| 2    | Chris Froome       | Team Sky   | a 18"     |
| 3    | Beñat Intxausti    | Movistar   | a 45"     |

### 8ª tappa
- 14 giugno: Saint-Gervais Mont Blanc > Modane Valfréjus – 156,5 km

Risultati
| Pos. | Corridore         | Squadra  | Tempo    |
| ---- | ----------------- | -------- | -------- |
| 1    | Chris Froome      | Team Sky | 3h59'27" |
| 2    | Simon Yates       | Orica    | a 18"    |
| 3    | Alberto Rui Costa | Lampre   | s.t.     |

| Pos. | Corridore          | Squadra    | Tempo     |
| ---- | ------------------ | ---------- | --------- |
| 1    | Chris Froome       | Team Sky   | 30h59'02" |
| 2    | Tejay van Garderen | BMC Racing | a 10"     |
| 3    | Alberto Rui Costa  | Lampre     | a 1'16"   |

## Evoluzione delle classifiche
| Tappa              | Vincitore          | Classifica generale Maglia gialla | Classifica a punti Maglia verde | Classifica scalatori Maglia rossa a pois | Classifica giovani Maglia bianca | Classifica a squadre |
| ------------------ | ------------------ | --------------------------------- | ------------------------------- | ---------------------------------------- | -------------------------------- | -------------------- |
| 1ª                 | Peter Kennaugh     | Peter Kennaugh                    | Peter Kennaugh                  | Daniel Teklehaimanot                     | Tiesj Benoot                     | Team Sky             |
| 2ª                 | Nacer Bouhanni     | Peter Kennaugh                    | Sacha Modolo                    | Daniel Teklehaimanot                     | Nacer Bouhanni                   | Team Sky             |
| 3ª                 | BMC Racing Team    | Rohan Dennis                      | Nacer Bouhanni                  | Daniel Teklehaimanot                     | Rohan Dennis                     | BMC Racing Team      |
| 4ª                 | Nacer Bouhanni     | Rohan Dennis                      | Nacer Bouhanni                  | Daniel Teklehaimanot                     | Rohan Dennis                     | BMC Racing Team      |
| 5ª                 | Romain Bardet      | Tejay van Garderen                | Nacer Bouhanni                  | Daniel Teklehaimanot                     | Romain Bardet                    | Team Sky             |
| 6ª                 | Alberto Rui Costa  | Vincenzo Nibali                   | Nacer Bouhanni                  | Daniel Teklehaimanot                     | Simon Yates                      | Movistar Team        |
| 7ª                 | Chris Froome       | Tejay van Garderen                | Nacer Bouhanni                  | Daniel Teklehaimanot                     | Simon Yates                      | Movistar Team        |
| 8ª                 | Chris Froome       | Chris Froome                      | Nacer Bouhanni                  | Daniel Teklehaimanot                     | Simon Yates                      | Movistar Team        |
| Classifiche finali | Classifiche finali | Chris Froome                      | Nacer Bouhanni                  | Daniel Teklehaimanot                     | Simon Yates                      | Movistar Team        |

## Classifiche finali

### Classifica generale - Maglia gialla
| Pos. | Corridore          | Squadra      | Tempo     |
| ---- | ------------------ | ------------ | --------- |
| 1    | Chris Froome       | Team Sky     | 30h59'02" |
| 2    | Tejay van Garderen | BMC Racing   | a 10"     |
| 3    | Alberto Rui Costa  | Lampre       | a 1'16"   |
| 4    | Beñat Intxausti    | Movistar     | a 1'21"   |
| 5    | Simon Yates        | Orica        | a 1'33"   |
| 6    | Romain Bardet      | AG2R La Mon. | a 2'05"   |
| 7    | Daniel Martin      | Cannondale   | a 2'52"   |
| 8    | Joaquim Rodríguez  | Katusha      | a 3'06"   |
| 9    | Alejandro Valverde | Movistar     | a 3'12"   |
| 10   | Andrew Talansky    | Cannondale   | a 4'17"   |

### Classifica a punti - Maglia verde
| Pos. | Corridore          | Squadra     | Tempo |
| ---- | ------------------ | ----------- | ----- |
| 1    | Nacer Bouhanni     | Cofidis     | 64    |
| 2    | E. Boasson Hagen   | MTN-Qhubeka | 56    |
| 3    | Chris Froome       | Team Sky    | 42    |
| 4    | Tejay van Garderen | BMC Racing  | 32    |
| 5    | Alexey Tsatevitch  | Katusha     | 32    |

### Classifica scalatori - Maglia rossa a pois
| Pos. | Corridore            | Squadra      | Tempo |
| ---- | -------------------- | ------------ | ----- |
| 1    | Daniel Teklehaimanot | MTN-Qhubeka  | 65    |
| 2    | Chris Froome         | Team Sky     | 26    |
| 3    | Louis Meintjes       | MTN-Qhubeka  | 25    |
| 4    | Romain Bardet        | AG2R La Mon. | 17    |
| 5    | Vincenzo Nibali      | Astana       | 17    |

### Classifica giovani - Maglia bianca
| Pos. | Corridore       | Squadra      | Tempo     |
| ---- | --------------- | ------------ | --------- |
| 1    | Simon Yates     | Orica        | 31h00'35" |
| 2    | Romain Bardet   | AG2R La Mon. | a 32"     |
| 3    | Adam Yates      | Orica        | a 23'57"  |
| 4    | Wilco Kelderman | Lotto-Jumbo  | a 27'07"  |
| 5    | Tiesj Benoot    | Lotto-Soudal | a 37'21"  |

### Classifica a squadre - Numero giallo
| Pos. | Squadra          | Tempo     |
| ---- | ---------------- | --------- |
| 1    | Movistar Team    | 92h07'53" |
| 2    | Lampre-Merida    | a 13'45"  |
| 3    | Tinkoff-Saxo     | a 22'50"  |
| 4    | AG2R La Mondiale | a 43'18"  |
| 5    | Astana Pro Team  | a 42'33"  |